# Понарська різанина
Понарська різанина, або Панеряйська різанина (лит. Panerių žudynės, пол. zbrodnia w Ponarach), було масове вбивство до 100 000 людей, переважно євреїв, поляків і росіян, німецькими СД і СС та їхніми литовськими колабораціоністами, включаючи загони вбивць Ypatingasis būrys, під час Другої світової війни та Голокосту в Generalbezirk Litauen Райхскомісаріату Остланд. Вбивства відбулися між липнем 1941 і серпнем 1944 року біля залізничної станції в Понарах (нині Аукштеї-Панеряй), передмісті сучасного Вільнюса, Литва. 70 000 євреїв було вбито в Понарах, а також до 20 000 поляків і 8 000 радянських військовополонених, більшість із яких із сусіднього Вільно (Вільнюса) та його новосформованого Вільнюського гетто.

## Передумови
Після заколоту Желіговського та створення короткочасної Середньої Литви, відповідно до міжнародних угод, ратифікованих у 1923 році Лігою Націй, місто Понари увійшло до складу Віленського воєводства (Креси) Другої Польської Республіка. Переважаючими мовами в районі були польська та ідиш. Після нацистсько-радянського вторгнення до Польщі у вересні 1939 року регіон був анексований радянською владою і приблизно через місяць, 10 жовтня, переданий Литві згідно з радянсько-литовським договором.
Після радянської анексії Литви та країн Балтії в червні 1940 року біля Понарів почалося будівництво нафтосховища разом з майбутнім радянським військовим аеродромом. Цей проект так і не був завершений, і в червні 1941 року територія була захоплена вермахтом під час операції «Барбаросса». Нацистські карні загони вирішили використати шість великих ям, викопаних під резервуари для зберігання нафти, для викрадення, убивства та переховування тіл засуджених місцевих жителів. 

## Масові вбивства

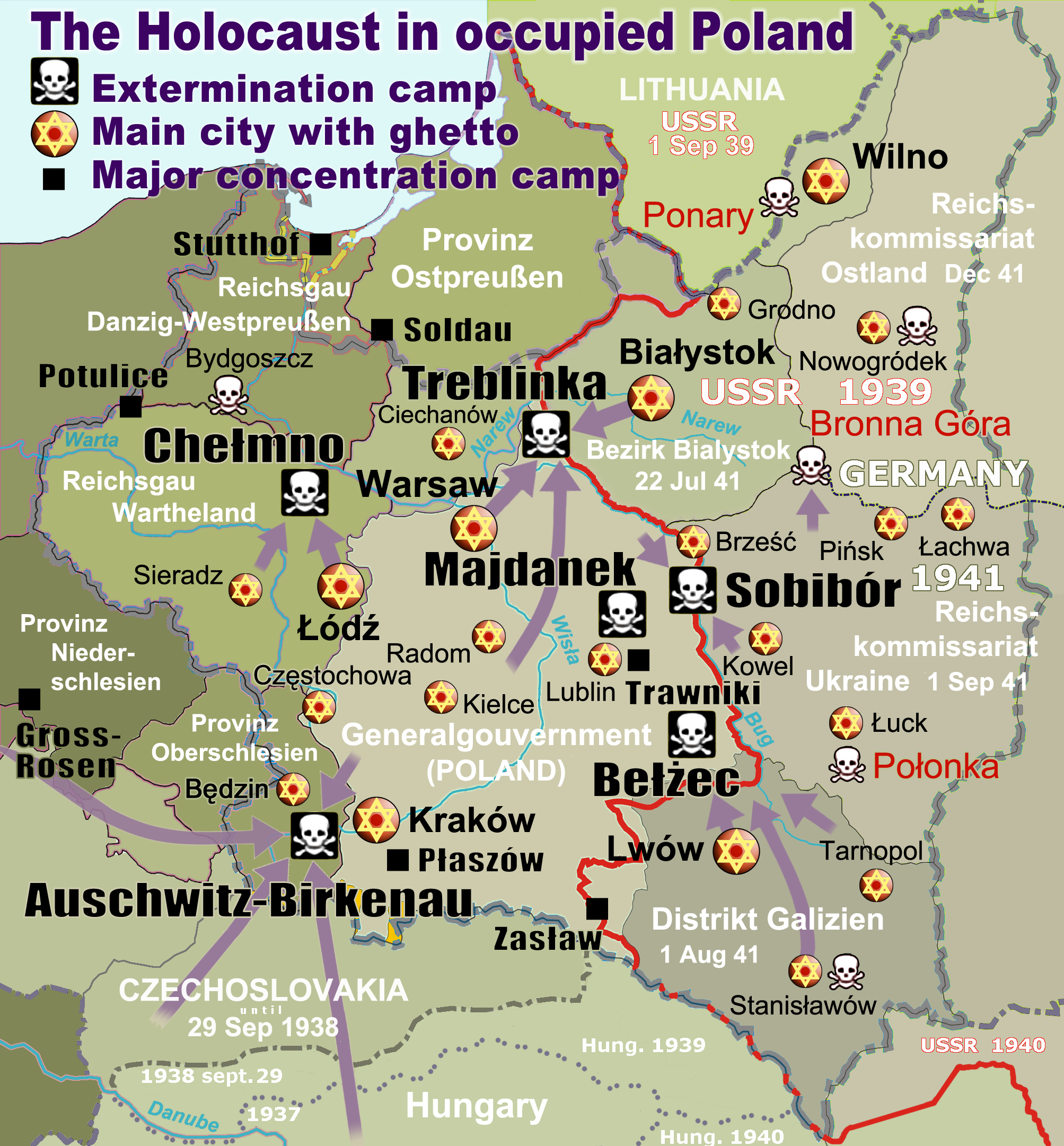
Місце масового вбивства Понари на карті Голокосту в Польщі (верхній правий кут, поблизу Вільно), позначене білим черепом

Масові вбивства почалися в липні 1941 року, щойно 2 липня 1941 року айнзацкоманда СС 9 прибула до Вільно. Більшість фактичних вбивств було здійснено спеціальними взводами Ypatingasis burys (литовських добровольців) чисельністю 80 чоловік. 9 серпня 1941 року EK 9 був замінений на EK 3. У вересні було створено Віленське гетто. У тому ж місяці 3700 євреїв було розстріляно під час однієї операції та 6000 – під час іншої, зібрано в місті та пішки доставлено до Панерія. Більшість жертв були роздягнені перед розстрілом. Подальші масові вбивства, за сприяння Іпатінгасіс Беріс, відбувалися протягом літа та осені.
До кінця року, згідно з Енциклопедією Голокосту, було вбито близько 50 000–60 000 віленських євреїв — чоловіків, жінок і дітей. За словами Снайдера, 21 700 з них були розстріляні в Понарі, але існують серйозні розбіжності в кількості загиблих за цей період. Іцхак Арад надав інформацію у своїй книзі «Гетто у вогні» на основі оригінальної єврейської документації, доповненої звітами айнзацгрупен, продовольчими картками та дозволами на роботу.

## Жертви
Загальна кількість жертв на кінець 1944 року становила від 70 до 100 тисяч. Згідно з післявоєнною ексгумацією, проведеною військами радянського 2-го Білоруського фронту, більшість (50 000–70 000) жертв становили польські та литовські євреї з сусідніх польських і литовських міст, тоді як решта були переважно поляками (близько 20 000) і росіянами (близько 8000). За словами Моніки Томкевич, автора книги 2008 року про різанину в Понарах, було вбито 80 000 людей, у тому числі 72 000 євреїв, 5 000 радянських в’язнів, від 1500 до 2 000 поляків, 1 000 людей, яких називають комуністами або радянськими активістами, і 40 ромів.

## Вшанування пам'яті
Інформація про масове вбивство почала поширюватися ще в 1943 році завдяки діяльності та працям Гелени Пасербської, Юзефа Мацкевича, Казимира Саковича та інших. Незважаючи на це, радянський режим, який підтримував переселення поляків із Кресів, вважав за зручне заперечувати, що поляки чи євреї були обрані для різанини в Панерях; офіційна лінія полягала в тому, що Панеряй був місцем масових вбивств лише радянських громадян. Це спонукало деяких, у тому числі прем’єр-міністра Польщі Єжи Бузека, порівняти це з Катинською різаниною.

### Меморіал на місці

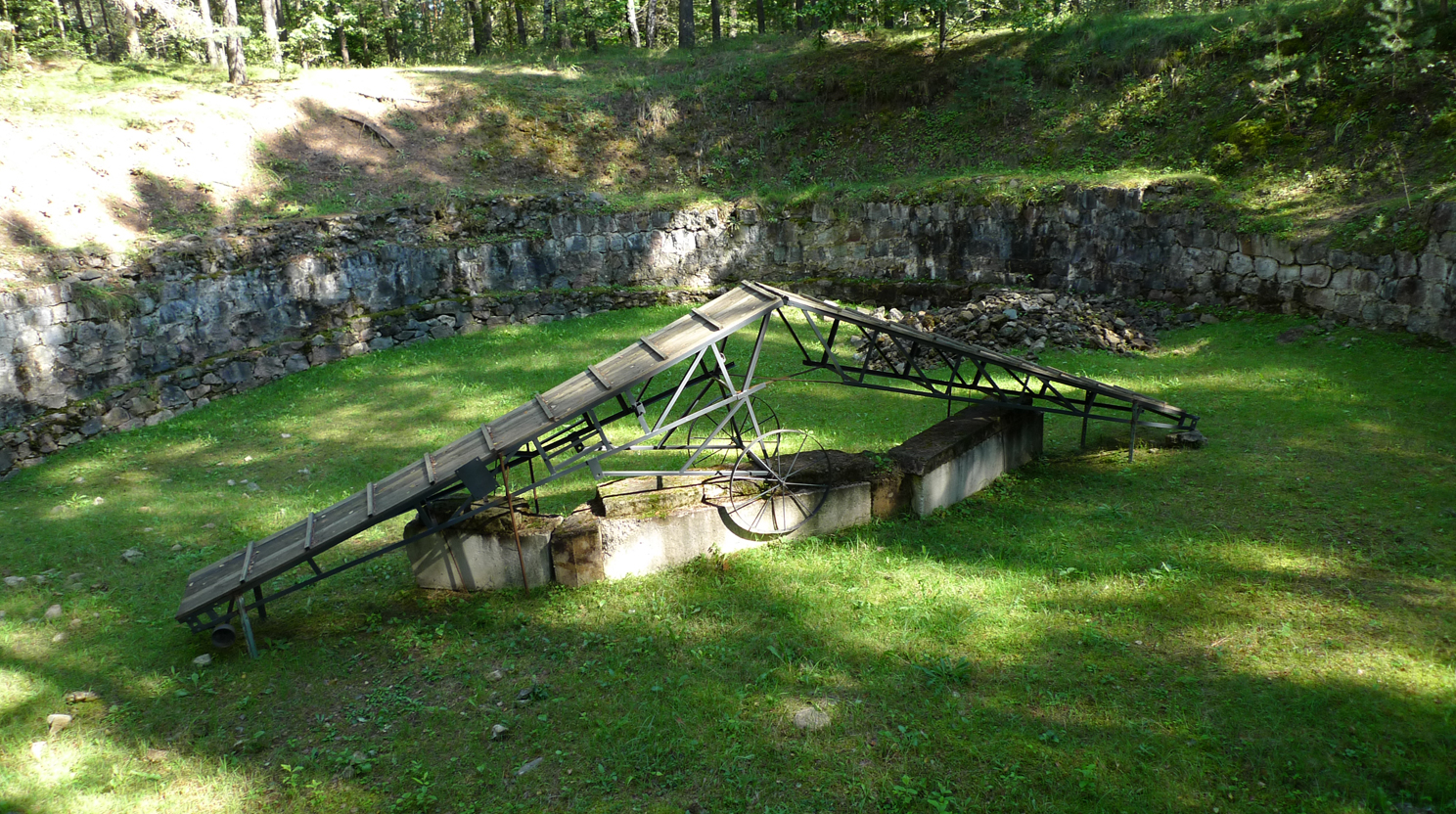
У ямі спалювали трупи, які ексгумували, щоб знищити сліди масових вбивств.
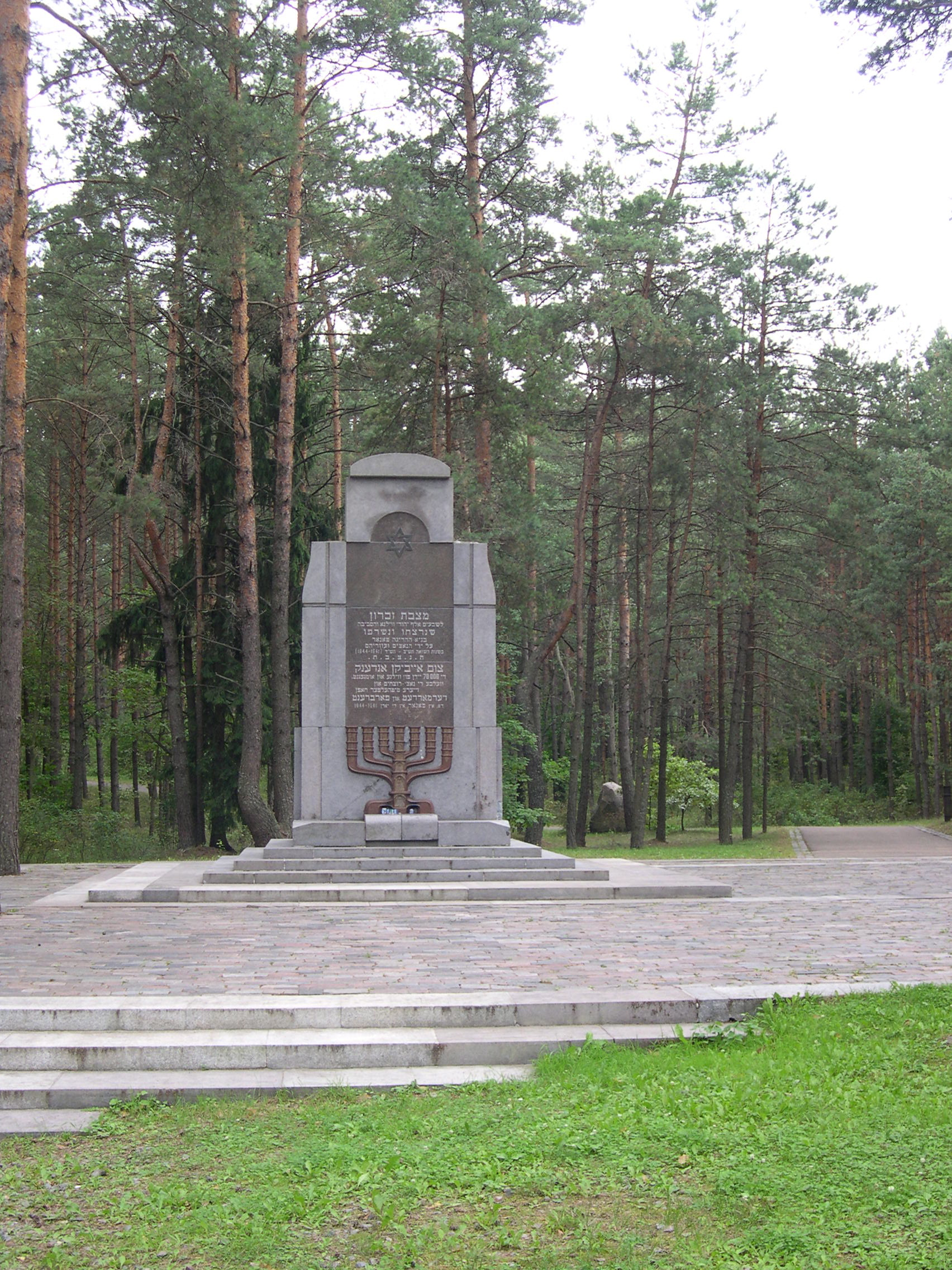
Меморіал жертвам євреїв.
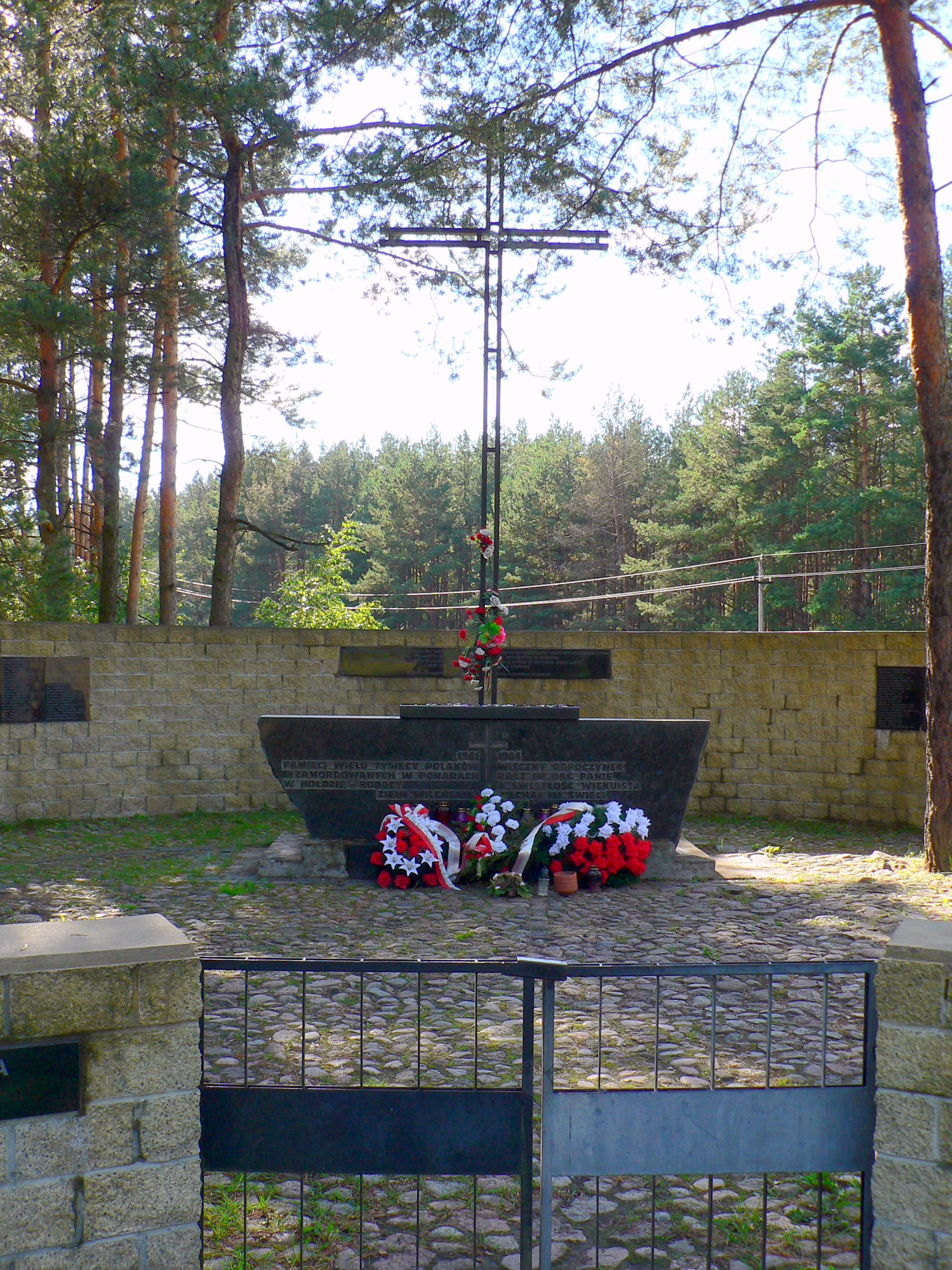
Меморіал польським жертвам.
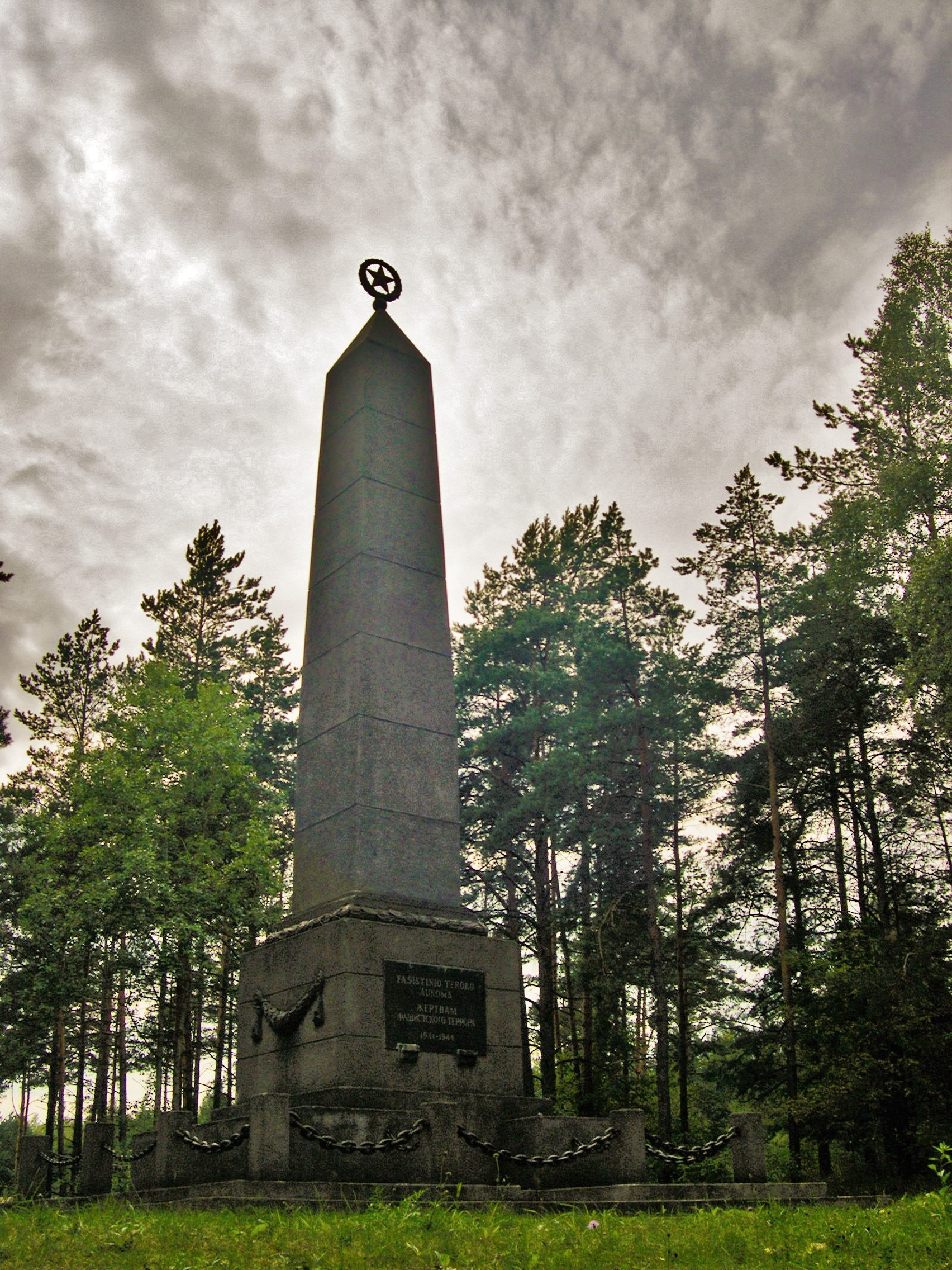
Меморіал жертвам радянської влади.
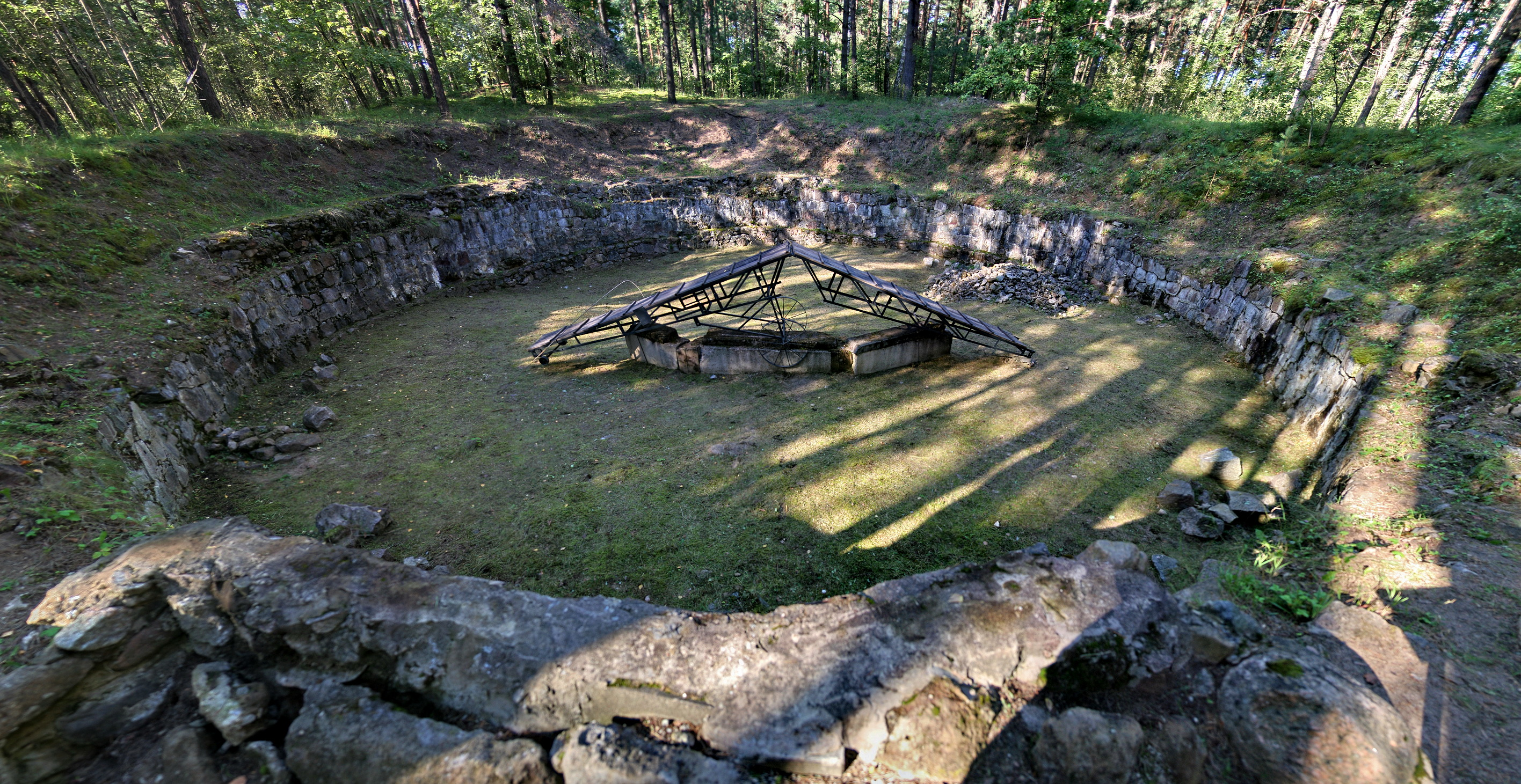
Розкопана яма для кремації трупів

## Подальше читання
- We Are Here: Memories of the Lithuanian Holocaust (вид. Illustrated). University of Nebraska Press. 2012.
- The Shadow of Death: The Holocaust in Lithuania. University Press of Kentucky. 2000.
- The Jews of Lithuania: A History of a Remarkable Community 1316-1945. Gefen Publishing House. 2018.
- Our People: Discovering Lithuania’s Hidden Holocaust. Rowman & Littlefield. 2020.
- Vilnius between Nations, 1795–2000. Northern Illinois University Press. 2015.